# Halacritus cauchei
Halacritus cauchei är en skalbaggsart som beskrevs av Yves Gomy 1978. Halacritus cauchei ingår i släktet Halacritus och familjen stumpbaggar. Inga underarter finns listade i Catalogue of Life.